# Nötholm, Nagu
Nötholm är en ö nära Högsar i Nagu,  Finland. Den ligger i Skärgårdshavet i Pargas stad i den ekonomiska regionen  Åboland i landskapet Egentliga Finland, i den sydvästra delen av landet. Ön ligger omkring 2 kilometer sydost om Högsar, 7 kilometer söder om Nagu kyrka, 41 kilometer sydväst om Åbo och omkring 170 kilometer väster om Helsingfors. Närmaste allmänna förbindelse är förbindelsebryggan vid Ytterstholm som trafikeras av M/S Cheri.
Öns area är 1,2 hektar och dess största längd är 210 meter i öst-västlig riktning.